# Agelanthus deltae
Agelanthus deltae är en tvåhjärtbladig växtart som först beskrevs av Baker & Sprague, och fick sitt nu gällande namn av R.M. Polhill & D. Wiens. Agelanthus deltae ingår i släktet Agelanthus och familjen Loranthaceae. Inga underarter finns listade i Catalogue of Life.